# Papyrus pharaon
Papyrus pharaon est le 33e album de la série de bande dessinée Papyrus de Lucien De Gieter. L'ouvrage est publié en 2015.